# Mladina
Mladina és un setmanari eslovè de temes generals, políticament posicionat a l'esquerra i que va aparèixer l'any 1920. Ha esdevingut una veu de protesta contra el poder establert i es distribueix arreu el país i també en format digital.
Es pot dividir la història de Mladina en diferents fases : 1920-1945: els orígens com a secció de la Lliga de Comunistes de Iugoslàvia, 1945-1991: durant l'etapa comunista de Iugoslàvia, finals de la dècada del 1980: amb el seu paper clau en la independència d'Eslovènia, i del 1991 fins a l'actualitat amb Eslovènia com a país independent.